# Susannah Constantine

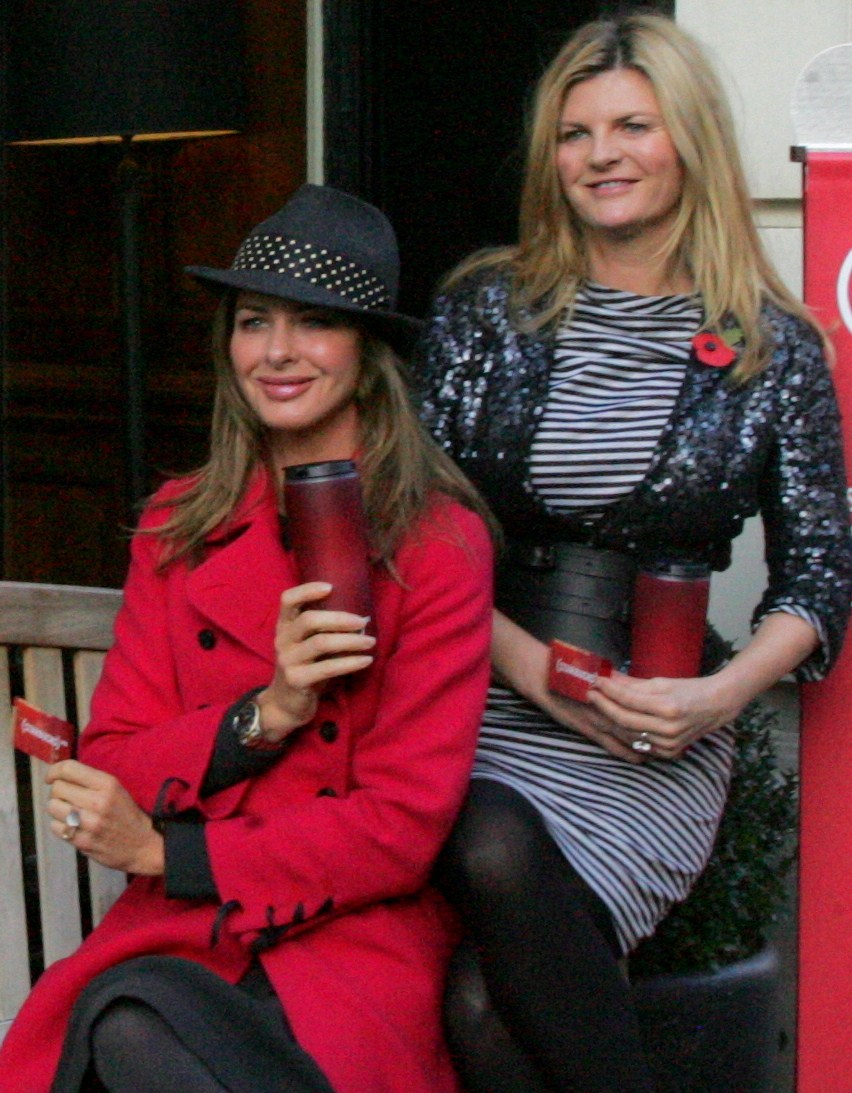
Susannah Constantine (po prawej) z Trinny Woodall (po lewej)

Susannah Caroline Constantine (ur. 3 czerwca 1962 w Londynie) – brytyjska prezenterka telewizyjna, dziennikarka, autorka. Przez lata współpracowała ze słynnym projektantem mody Johnem Galliano. Jej mąż jest biznesmenem, mają trójkę dzieci. 
Jest autorką trzech brytyjskich programów telewizyjnych o modzie: Jak się nie ubierać (TVN Style), Trinny & Susannah rozbierają (TVN Style) i Trinny & Susannah ubierają Amerykę (TVN Style) – wszystkie razem z Trinny Woodall.
Od 22 do 30 września 2018 brała udział w 16. edycji programu Strictly Come Dancing. Jej partnerem tanecznym był Anton du Beke, z którym odpadła w drugim odcinku, zajmując ostatnie, 15. miejsce.